# Prix Jean Paul Fairand
Prix Jean Paul Fairand är ett montélopp för fem–tioåriga hingstar, valacker och ston som äger rum i juli på Hippodrome de Vincennes i Paris i Frankrike. Det är ett Grupp 3-lopp; hästen måste ha sprungit in minst 54 000 euro för att få starta.
Loppet rids över 2875 meter på stora banan på Vincennes, med voltstart. Den samlade prissumman är 90 000 euro och 40 500 euro är första pris.

## Vinnare
| År   | Häst             | Efter             | Kusk                  | Tränare              | Tid    |
| ---- | ---------------- | ----------------- | --------------------- | -------------------- | ------ |
| 2024 | Fulton           | Royal Dream       | William Dersoir-Habib | Jean-Michel Bazire   | 1'12"5 |
| 2023 | Django du Bocage | Real de Lou       | Estelle Croisic       | Stephane Meunier     | 1'12"8 |
| 2022 | Florida Sport    | Tornado Bello     | Noé Perron            | Charles Antoine Mary | 1'11"9 |
| 2021 | Flamboyant Blue  | Timoko            | Adrien Ernault        | Jean Philippe Mary   | 1'12"9 |
| 2020 | Chalimar de Guez | Nahar de Beval    | Maxime Grumetz        | Jean-Michel Bazire   | 1'12"2 |
| 2019 | Carly            | Rolling d'Héripré | Emeline Desmigneux    | Thierry Duvaldestin  | 1'11"2 |